# Montages
Montages är en norsk webbtidning om film. Den lanserades den 1 april 2009 på initiativ av Eirik Smidesang Slåen och Karsten Meinich tillsammans med Martin Sivertsen och John Einar Hagen. Redaktörer är Karsten Meinich och Lars Ole Kristiansen. Webbtidningen fokuserar i första hand på längre recensioner, analyser och andra artiklar om relevanta filmer. Den drivs med ekonomiskt stöd från Norska filminstitutet.
Montages' innehåll faller under avdelningarna Analysen, Flashback, Coup de cœur och podcasten Filmfrelst. Coup de cœur syftar till att ge läsarna lust att se en film, eller att se om den. Filmfrelst är filmdiskussioner i ljudformat. Utöver detta har webbplatsen också topplistor, nyheter och bloggar.

## Filmfrelst
Podcasten Filmfrelst består som regel av en panel med filmkännare. Ett avsnitt har vanligtvis diskussioner kring en ny biofilm, en tillbakablick på en regissör eller ett specifikt filmår eller liknande. Filmfrelst har bland annat utmärkt sig med sina långa listprogram, speciellt ett som var över 30 timmar långt med namnet 90-tallets 100 beste filmer (uppdelat i fyra avsnitt).